# Kvórum dvanácti apoštolů
Kvórum dvanácti apoštolů je jedním z vrcholných orgánů většiny mormonských církví, včetně Církve Ježíše Krista Svatých posledních dní a Kristovy komunity (V kvoru Kristovy komunity mohou být i ženy). Mormoni věří, že členové tohoto Kvóra mají stejnou úlohu i moc jako apoštolové v Ježíšově době.
V Zásadách evangelia a Nauce a smlouvách jsou stanoveny zásady Kvora. Mezi tyto zásady patří například podmínka vysvěcení k Melchisedechovu, tedy vyššímu kněžství.